# イ・ヨンエ
イ・ヨンエ（朝: 이 영애、1971年1月31日 - ）は、韓国の女優。ソウル特別市出身。
家族は、夫、子供2人、父、母、兄2人。

## 経歴
- 小学4年生のころ、友人の父の会社の参考書のモデルを依頼され、これが女優になるきっかけとなった。14歳で雑誌のモデルとして正式にデビュー。
- 漢陽大学校独語独文科在学中に本格的にCMモデルとして、芸能活動を始める。当初は「酸素のような女」というキャッチフレーズがついていた。
- 大学卒業後の1993年、SBSのドラマ『お宅の夫はいかがですか』で女優としてデビュー。このドラマは高く評価され、自身も1994年のSBS演技大賞で新人賞を受賞した。
- 映画・ドラマへの出演を続けながら中央大学校新聞放送大学院演劇映画科を修了。後に『JSA』で共演するイ・ビョンホンと同期。
- 2000年、映画『JSA』の公開で日本で著名になる。
- 2005年10月、日本で主演ドラマ『宮廷女官チャングムの誓い』がNHK総合テレビで放送される。

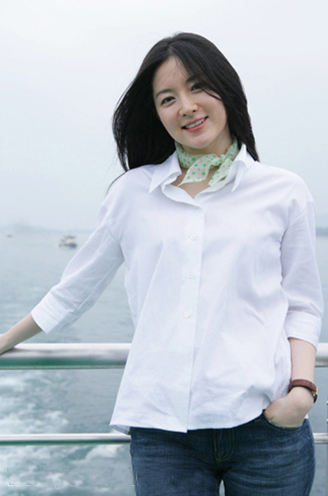
2006年

- 2007年1月から2008年2月まで『宮廷女官チャングムの誓い・完全版』がNHKBS2にて放送。
- 2007年8月11日、東京ドームにて「宮廷女官チャングムの誓い FESTIVAL in Tokyo Dome」が開催され、出演。
- 現在は長期休養中だが、TVCMに出演することがある。
- 2009年8月に在米韓国人と結婚したと報じられた[5]。
- 2009年9月に漢陽大学演劇映画科大学院の博士課程に入学し、芸能活動を中断。
- 2010年7月23日　妊娠したと報じられる。妊娠後は漢陽大学院の博士課程を中断し、出産に備えていた。2011年2月20日午前に、ソウル市で男の子と女の子の二卵性双子を、自然分娩で出産[6]。
- 2014年9月19日　仁川アジア大会の開会式で、聖火リレー最終走者として登場した。

## 評価
- 韓国では「お嫁さんにしたい女優第1位」ほか、「最も影響力のある俳優」、「最もCM効果のある有名人」、「最高の興行力を持った女優」、「消費者が好む広告モデル好感度第1位（2005年 - 2007年）」、「女優が憧れる女優第1位」として名前が挙がったことがある。
- 化粧品のCMに出演した際（1990年）には「酸素のような女性」と呼ばれ、今もそれがヨンエのキャッチフレーズとなっている。

## エピソード
- 北朝鮮の金正日総書記は生前、ヨンエの熱狂的なファンとして有名だった。2007年10月2日から4日にかけて行われた南北首脳会談で、大韓民国の盧武鉉大統領が『宮廷女官チャングムの誓い』、『JSA』、『親切なクムジャさん』などヨンエが出演したドラマや映画のDVDを金正日総書記にプレゼントしている[7]。

## 出演

### 映画
- インシャラ （原題 "인샬라" 1996年）
- ファースト・キス （原題 "키스할래요?"〈キスしましょうか?〉 1998年 特別出演）
- JSA （原題 "공동경비구역 JSA" 2000年）
- ラスト・プレゼント （原題 "선물"〈贈り物〉 2001年）
- 春の日は過ぎゆく （原題 "봄날은 간다" 2001年）
- 親切なクムジャさん（原題 "친절한 금자씨" 2005年）
- ブリング・ミー・ホーム 尋ね人（原題 "나를 찾아줘" 2019年）

### テレビドラマ
- お宅の夫はいかがですか （原題 "댁의 남편은 어떠십니까?" SBS 1993年）
- 疾走 （原題 "질주" SBS 1994年）
- 愛と結婚 （原題 "사랑과 결혼" MBC 1995年）
- アスファルトの男 （原題 "아스팔트 사나이" SBS 1995年）
- 宮廷女官キム尚宮 （原題 "서궁"〈西宮〉 KBS 1995年）
- イ・ヨンエの宮廷料理人 （原題 "찬품단자"〈饌品単子〉 MBC 1995年）
- パパ (PaPa) （原題 "파파" KBS 1996年）
- 絆 （原題 "그들의 포옹"〈彼らの抱擁〉 MBC 1996年）
- 同期間 （原題 "동기간" MBC 1996年）
- 北の駅から （原題 "간이역"〈簡易駅〉 MBC 1996年）
- ドクターズ （原題 "의가형제"〈医家兄弟〉 MBC 1997年）
- 私が生きる理由 （原題 "내가 사는 이유" MBC 1997年）
- 愛しているから （原題 "사랑하니까" SBS 1997年）
- ロマンス （原題 "로맨스" SBS 1998年）
  - ※MBCで2002年に放送された同名のドラマ「ロマンス」とは別の作品である。
- 真実のために （原題 "애드버킷"〈Advocate〉 MBC 1998年）
- ウンビリョン （原題 "은비령"〈隠秘嶺〉 KBS 1999年）
- 波濤 （原題 "파도" SBS 1999年）
- インビテーション （原題 "초대"〈招待〉 KBS 1999年）
- 火花 （原題 "불꽃" SBS 2000年）
- 宮廷女官チャングムの誓い （原題 "대장금"〈大長今〉 MBC 2003年）
- 師任堂、色の日記 （原題 "사임당, 빛의 일기" SBS 2017年）
- 私のIDはカンナム美人※第1話・本人役のカメオ出演（原題 "내 아이디는 강남미인;" JTBC 2018年）
- 調査官ク・ギョンイ（原題 "구경이" JTBC 2021年）
- マエストラ （原題 "마에스트라 " tvN 2023年）

### その他のテレビ番組出演（日本）
- ニュースステーション（テレビ朝日、2001年5月17日）
- スタジオパークからこんにちは（NHK総合、2006年5月8日）
- SMAP×SMAP（関西テレビ・フジテレビ、2007年1月22日）

「BISTRO SMAP」にゲスト出演。オーダーは「私にピッタリの日本の味」。
- チョナン・カン2（フジテレビ、2007年1月27日、2月3日）

## 著書
- とても大切な愛（二見書房 2002年） ISBN 4-57-601152-9

幼い頃の思い出、モデルから女優へ至った経緯などが綴られている。一度は絶版となったものの、『宮廷女官チャングムの誓い（大長今）』の人気に伴って復刊ドットコムへ寄せられた多数の投票により、現在は復刻版が発売されている。
なお、韓国版と日本版では、写真など掲載されている内容が若干異なる。日本版表紙の写真はカメラマンの松谷椿土が撮影。
- ヨンエの誓い（NHK出版 2006年） ISBN 4-14-005507-3

フォト・エッセイ。ドラマの撮影秘話や俳優としての思いを通して、自らの半生を語り尽くしている。なお、本書の著者印税は、貧困や災害や病気に苦しむ人々の救済のために寄付されている。

## 受賞歴
- 1994年 SBS演技大賞 新人賞（ドラマ『お宅の夫はいかがですか』）
- 1995年 KBS演技大賞 人気賞（ドラマ『西宮』）
- 1996年 MBC演技大賞 優秀演技者賞（ドラマ『彼らの抱擁』）
- 1997年 SBS演技大賞 最優秀演技者賞（ドラマ『愛するから』）
- 1998年 SBS演技大賞 最優秀演技者賞（ドラマ『ロマンス』）
- 1999年 KBS演技大賞 女性人気賞（ドラマ『招待』）
- 2001年 第2回大韓民国映画大賞 フォトジェニック映画俳優部門（映画『JSA』）
- 2001年 釜山映画評論家協会賞 主演女優賞（映画『春の日は過ぎゆく』）
- 2003年 MBC演技大賞 大賞（ドラマ『宮廷女官チャングムの誓い』）
- 2005年 第38回シッチェス・カタロニア国際映画祭 最優秀女優賞（映画『親切なクムジャさん』）
- 2005年 第26回青龍映画賞 主演女優賞（映画『親切なクムジャさん』）
- 2006年 第42回百想芸術大賞 最優秀演技賞（映画『親切なクムジャさん』）
- 2015年 ソウルドラマアワード 2015 韓流功労大賞（2015年）[8]